# Bray (Berkshire)
Pour les articles homonymes, voir Bray.
Bray est un village et une paroisse civile du Berkshire en Angleterre. Il est situé sur la Tamise, au sud-est de Maidenhead et au nord-ouest de Windsor, dans le district de Windsor and Maidenhead. Au moment du recensement de 2001, il comptait 8 425 habitants.
Les studios de cinéma Bray Studios, utilisés par la Hammer pour ses films d'horreur dans les années 1950 et 1960, se trouvent au sud-est du village.

## The Vicar of Bray
Le vicaire de Bray est le sujet de The Vicar of Bray (en), une chanson humoristique qui le voit changer de religion à chaque nouveau monarque : il est anglican sous Charles II, catholique sous Jacques II, calviniste sous Guillaume III et enfin anglican de nouveau sous le règne d'Anne.